# Diana Greene Foster
Diana Greene Foster (née en 1971) est une démographe américaine et professeure d'obstétrique, de gynécologie et de sciences de la reproduction à l'université de Californie à San Francisco. 
Elle utilise des modèles quantitatifs pour comprendre l'impact des politiques de santé reproductive sur la vie des femmes et pour évaluer l'efficacité des politiques de planification familiale.

## Jeunesse et éducation
Foster effectue le premier cycle de ses études à l'université de Californie à Berkeley. Après y avoir obtenu une licence en 1992, elle entre à l'université de Princeton, où elle étudie l'utilisation des contraceptifs en Afrique subsaharienne, obtenant un Bachelor of Arts et un doctorat,.

## Recherche et carrière
Foster est une démographe qui utilise des modèles quantitatifs pour comprendre l'impact des politiques de planification familiale. Elle dirige l'étude Turnaway Study, une étude longitudinale qui évalue la santé des femmes cherchant à avorter. L'étude porte sur 1 000 femmes, dont certaines se sont vu refuser l'avortement parce qu'elles avaient dépassé la limite gestationnelle de leur clinique locale. Elle constate que les femmes qui avaient subi un avortement éprouvaient moins de douleurs chroniques et avaient de meilleurs résultats en matière de santé que celles à qui l’avortement avait été refusé. En étudiant les crédits contractés par ces femmes, elle démontre que celles à qui on a refusé d’avorter souffrent de problèmes financiers pendant des années. Elle étudie l'impact du Family PACT de Californie (Planning, Access, Care, et Treatment : Planification, Accès, Soins et Traitement) et montre que la mise à disposition de moyens de contraception à long terme réduit le nombre de grossesses non désirées,.
Après que la Cour suprême des États-Unis a décidé de renverser son jugement de l'affaire Roe v. Wade, Foster entreprend d'enquêter sur la façon dont est appréhendé l'éventail complexe des services de planification familiale aux États-Unis,,.

## Prix et distinctions
- Prix Harriet B. Presser 2021 [10]
- Incluse dans la liste Nature's 10 en 2022 [11]
- Élue à l'Académie nationale de médecine des États-Unis en 2023 [12]
- Bourse MacArthur 2023 [5]

## Publications
- (en) M Antonia Biggs, Ushma D Upadhyay, Charles E McCulloch et Diana G Foster, « Women's Mental Health and Well-being 5 Years After Receiving or Being Denied an Abortion: A Prospective, Longitudinal Cohort Study », JAMA Psychiatry, American Medical Association, vol. 74, no 2,‎ 14 décembre 2016, p. 169-178 (ISSN 2168-622X et 2168-6238, PMID 27973641, DOI 10.1001/JAMAPSYCHIATRY.2016.3478).
- (en) Diana Greene Foster, M Antonia Biggs, Lauren Ralph, Caitlin Gerdts, Sarah Roberts et M Maria Glymour, « Socioeconomic Outcomes of Women Who Receive and Women Who Are Denied Wanted Abortions in the United States », American Journal of Public Health, American Public Health Association (d), vol. 108, no 3,‎ 18 janvier 2018, p. 407-413 (ISSN 1541-0048, 0090-0036 et 0271-4353, OCLC 01642844, PMID 29345993, DOI 10.2105/AJPH.2017.304247).
- (en) M. Antonia Biggs, Heather Gould et Diana Greene Foster, « Understanding why women seek abortions in the US », BMC Women's Health, BMC et Springer Science+Business Media, vol. 13,‎ 5 juillet 2013, p. 29 (ISSN 1472-6874, PMID 23829590, PMCID 3729671, DOI 10.1186/1472-6874-13-29, lire en ligne).